# 36 km (obwód smoleński)
36 km (ros. 36 км) – przystanek kolejowy w pobliżu miejscowości Fiedosowo, w rejonie tiomkińskim, w obwodzie smoleńskim, w Rosji. Położony jest na linii Wiaźma – Kaługa.